# Гнатив, Роман Михайлович
Роман Михайлович Гнатив (укр. Роман Михайлович Гнатів, род. 1 ноября 1973, Червоноград, Львовская область) — украинский футболист, полузащитник. Ныне — тренер.

## Клубная карьера
Роман Гнатив родился 1 ноября 1973 года в городе Червоноград Львовской области. Воспитанник червоноградского футбола. Первый тренер — Анатолий Кулиш. Завершил Львовский спортинтернат, в котором его тренировал Владимир Данилюк.
Первым профессиональным клубом молодого футболиста стали львовские «Карпаты». В составе львовян дебютировал 18 июля 1990 года в матче против ленинаканского «Ширака». Но уже в следующем сезоне отправился в другой клуб «Карпат» с Каменки-Бугской. Затем выступал в составе стрыйской «Скалы», пока в 1993 году не вернулся назад в львовские «Карпаты». Но в конце концов потерял свое место в составе львовян и отправился по арендам, осеннюю часть сезона 1997/98 провел в составе «Гарая», а ещё часть сезона во второлиговых «Карпатах-2».
Во время зимнего перерыва в сезоне 1998/99 перешёл в запорожское «Торпедо», после этого выступал в львовском «Динамо». В 2001 году на короткое время вернулся в львовские «Карпаты». Всего в чемпионатах СССР и Украины в футболке «Карпат» сыграл 66 матчей и забил 6 мячей. С лета 2002 года выступал в харьковском «Металлисте», в составе которого сыграл 2 поединка, и ещё 3 поединка сыграл за вторую команду харьковчан. 2003 год провел в составе ужгородского «Закарпатья».
В 2004 году покинул Украину и переехал в Молдавию, где выступал за клуб «Нистру» (Отачь). В составе этой команды сыграл 11 матчей национального чемпионата и 3 игры в еврокубках. Во время зимнего перерыва вернулся на Украину и в 2005 году выступал за стрыйский клуб «Газовик-Скала».
В 2006 году снова покинул Украину и уехал в Швецию, где выступал за любительский клуб «Бергс» из коммуны Берг. Но в том же году вернулся на Украину и завершил карьеру футболиста в возрасте 33 лет.

## Карьера в сборной
В свое время выступал за юношескую сборную СССР по футболу.

## Карьера тренера
По завершении карьеры футболиста вернулся во Львов, где работал детским тренером в СДЮШОР «Карпаты» (Львов), а затем тренировал молодежь в львовском Университете физической культуры. С 2016 года работал главным тренером стрыйской «Скалы» U-19. С января 2017 года работает главным тренером основной команды.

## Достижения
- Высшая лига чемпионата Украины
  - Бронзовый призёр: 1998

## Личная жизнь
Женат. Вместе с женой Светланой воспитывает сына Андрея.